# Enoden série 1000
Pour les articles homonymes, voir Serie 1000 (homonymie).
La série 1000 (1000系, 1000-kei) (1000けいでんしゃ/1000 keidensha ou 1000系電車) est un type de rames automotrices électrique (EMU), utilisées pour les services de banlieue , introduit en 1979 par le Chemin de fer électrique d’Enoshima dans le Shōnan, et toujours exploité par Enoden en tant que filiale d'Odakyū dans le grand Tokyo.Elles sont de nos jours ,les dernières rames a utiliser l'ancienne technique de transmission avec cardans à angle droits de tout le secteur de Tokyo (au grand dam des fans de trains).

## Histoire
En 1953, la compagnie Enoshima Kamakura Kanko (actuellement Enoshima Electric Railway) avait lancé son plan d'amélioration triennal qui visait à éliminer les plus vieux trains en service sur la ligne Enoden telles les séries 800. Cela coïncide avec le passage de la ligne, en 1945, qui était sous juridiction de la voirie (comme tramway) à la juridiction des voies ferrées (comme un train), décision poussée par son utilisation par l'armée durant la guerre, la ligne utilisant le même écartement que les lignes Fret JNR. À cause de cela, les stations furent modifiées pour passer en quais haut (à 1m) pour supprimer les marches qu'imposait le tramway. Le premier matériel spécifique fut en 1948 la série 800 qui est un tramway à une caisse à plancher haut. Les anciens tramways furent modifiés pour être à plancher haut ce qui engendra des frais énormes à cette fin (Type 1 et 100).
Les nouvelles séries 500 /600 et 300 seront lancées durant les années 1960 et 1970. Ils inaugurent le concept de train articulé à 2 caisses avec bogie jacob au centre pour faciliter la prise des courbes serrées de la ligne sans nuire au confort. Cependant, même si certaines de ces machines avaient de nouvelles carrosseries, elles étaient essentiellement rénovées à partir de modèles plus anciens, de modèles usagés ou transférés d'autres chemins de fer, ce qui les rendait vieillissantes et le service aux passagers était en déclin.
Par conséquent, le « Comité technique d'amélioration des chemins de fer » a été créé en juin 1976 dans le cadre du plan à long terme 1976-1980 formulé en 1976. Le 18 septembre 1978, le comité exécutif décida d'introduire deux trains de type 1000. Le matériel roulant introduit sur la base de cette décision était les formations 1001 et 1002, qui sont les principales voitures de la série 1000 décrite dans cette section.
Les 4 premières formation porteront le numéro 1001/1002, 1101/1201 et appartiennent a la série 1000. Les deux dernières porteront le numéro 1501/1502 et feront partie de la sous série 1500.

## Formation 1001/1051 et 1002 /1052
Début de l'exploitation commerciale : 3 décembre 1979.
Il s'agissait du premier nouveau modèle d'Enoshima Electric Railway en 48 ans.

### Extérieur / Intérieur
La carrosserie de la voiture est entièrement fabriquée en acier à l'aide de plaques d'acier laminées pour un usage structurel général. La plaque du plancher est une plaque trapézoïdale de 1,2 mm d'épaisseur, la plaque du toit a une épaisseur de 1,6 mm et les plaques extérieures latérales et d'extrémité ont une épaisseur de 2,3 mm. Une partie en tôle de la planche est constituée d'une tôle d'acier de 3,2 mm d'épaisseur en tenant compte du fonctionnement sur la voie combinée (voie ferrée non séparée de la voirie).
Tous les sièges sont longitudinaux. La cabine du conducteur est en position centrale avec une vue améliorée vers le bas.

## Technique
Le contrôleur principal est une commande électrique d'arbre à cames de type AC-M450-778A-M (10 étages en série, 8 étages en parallèle) fabriquée par Toyo Denki Seizo. Le moteur principal est également un TDK5610-A fabriqué par Toyo Denki Seizo, la tension nominale est aux bornes à 300 V, la puissance est de 50 kW, l'intensité est de 195 A et la vitesse de rotation est de 1 050 tr/min. Le système de transmission est un système d'entraînement suspendu par le nez, et celui-ci a été choisi pour raccourcir autant que possible l'empattement fixe du bogie,.
Le bogie d'extrémité est un bogie mobile, TS-819, et le bogie articulé est un sous-bogie, TS-820. Le bogie a une structure en acier soudé avec un empattement fixe de 1 600 mm, aussi court que possible, et la méthode de support de boîte d'essieu est un type de protection de boîte d'essieu .
Le système de freinage est un frein pneumatique à commande électrique HRD-1 fabriqué par Nippon Air Brake qui utilise une valve relais de type E, avec 5 vitesses normales, 1 vitesse d'urgence et un frein de sécurité.
L'unité d'alimentation auxiliaire est équipée d'un moteur-générateur (convertisseur statique) TDK3510-A fabriqué par Toyo Denki Manufacturing avec une puissance nominale de 7 kVA, et les batteries de stockage sont une de 100 V CC / 20 Ah et une de 24 V CC / 7,5 Ah au nickel-cadmium.
Sous le plancher, les voitures n° 1051 et 1052 du côté de Kamakura sont équipées du contrôleur principal, du boîtier de sectionnement, de la résistance principale, ainsi que des batteries d'accumulateurs, et les voitures n° 1001 et 1002 du côté de Fujisawa sont équipées de un dispositif de commande de frein et du convertisseur statique.
La vitesse d'exploitation est de 50 km/h, l'accélération de démarrage est de 0,56 m/s 2, la décélération est de 0,97 m/s 2 pour une utilisation normale et de 1,11 m/s 2 pour une utilisation d'urgence.
|                                     |  |                                      |
| Ancienne livrée, ancien pantographe |  | Nouvelle livrée, nouveau pantographe |